# Bennetts specht
De Bennetts specht (Campethera bennettii) is een vogel uit het geslacht Campethera van de familie spechten (Picidae). Deze vogel is genoemd naar de Engelse zoöloog Edward Turner Bennett (1797-1836). 

## Verspreiding en leefgebied
Deze soort komt voor in het zuidelijke deel van Centraal-en zuidoostelijk Afrika en telt twee ondersoorten:
- C. b. bennettii: van centraal Angola, zuidoostelijk Congo-Kinshasa en Tanzania tot Mozambique en noordoostelijk Zuid-Afrika.
- C. b. capricorni: zuidelijk Angola, zuidwestelijk Zambia, noordelijk Namibië en noordelijk Botswana.

## Status
De grootte van de populatie is niet gekwantificeerd maar de soort wordt omschreven als plaatselijk algemeen. Op de Rode lijst van de IUCN heeft deze soort de status niet bedreigd.